# Свен-Йоран Ериксон
Свен-Йо̀ран Ѐриксон (на шведски Sven-Göran Eriksson, произнася се [svɛn'jœːrɑn 'eːrɪksɔn]) е шведски футболен мениджър и бивш футболист.

## Състезателна кариера
Кариерата на Ериксон като футболист е повече от скромна. Състезава се предимно в отбори от долните дивизии на Швеция. Поради контузия приключва своята кариера едва 27-годишен през 1975 г.

## Треньорска кариера
Ериксон получава оферта да стане асистент в Дегерфорш ИФ. Една година по-късно е назначен за старши треньор и печели промоция за 2-ра дивизия през 1978 година.
Успехът му привлича вниманието на по-големите клубове и през 1979 Ериксон се присъединява към ИФК Гьотеборг. С тях печели Купата на Швеция още в първия си сезон, както и през 1982, и две шампионски титли 1981 и 1982. По-късно и Купа на УЕФА (Гьотеборг побеждава Хамбургер с 4 – 0) през 1982 г.
Европейските успехи довеждат до нови по-добри предложения и Свен подписва с португалския Бенфика. С тях печели 3 шампионски титли, Купата на Португалия, Суперкупата, както и финал за Купа на УЕФА 1983 (загубен от Андерлехт 1:0 и 1:1)
След края на второто си първенство в Португалия Ериксон поема към Италия, като става треньор на Рома. С „вълците“ печели Купата на Италия през 1986 г.
През 1989 г. се завръща в Бенфика и с тях достига до финал за КЕШ през 1990 (загубен от Милан 1 – 0) и отново шампионска титла през 1991 г.
През 1992 г. Ериксон се завръща в Италия за да опита късмета си отново. Поема Сампдория, с когото печели купата на Италия за 1994 година.
Най-големия си успех постига, когато поема Лацио през 1997 г. С тях печели Купата на Италия и Суперкупата през 1998 г. и 2000 г., КНК (1999 – в последното издание на турнира с победа над Майорка с 2:1), както и Серия А през 2000 г. в същия сезон добавя и Суперкупата на УЕФА, която печели с 1:0 срещу Манчестър Юнайтед.
След оставката на мениджъра на Англия Кевин Кийгън през 2000 г., футболният съюз на Англия започва да ухажва шведа за негов заместник.
Първоначално Ериксон се съгласява да поеме, след изтичането на договора му през лятото на 2001 г., но решава да подаде оставка от поста си в Лацио по-рано и официално поема задълженията си към Англия през януари същата година. С това си предизвикателство влиза в историята като първия чужд мениджър, назначен за треньор на националния отбор на Англия.
Под негово ръководство Англия нанася най-унизителната загуба на Германия в Мюнхен на 1 септември, 2001 с 5 – 1. През юли 2009 след едногодишен неуспешен престой начело на Мексиканския нац. отбор, Ериксон приема ново предизвикателство и подписва петгодишен договор като спортен директор на четвъртодивизионния Нотс Каунти. За този период шведския специалист ще получава по 2 милиона паунда на година.  В края на март 2010 г. е назначен за старши треньор на Кот д'Ивоар.

## Успехи
ИФК Гьотеборг
- Купа на Швеция 1979 и 1982
- Шампион на Швеция 1981 и 1982
- Купа на УЕФА – 1982

 Бенфика
- Шампион на Португалия 1983, 1984, 1991
- Купа на Португалия 1983
- Суперкупа на Португалия – 1989
- Финал КЕШ – 1990
- Финал Купа на УЕФА – 1983

 Рома
- Купа на Италия – 1986

 Сампдория
- Купа на Италия – 1994

 Лацио
- Купа на Италия – 1998 и 2000
- Суперкупа на Италия – 1998 и 2000
- Купа на УЕФА – 1999
- Суперкупа на УЕФА – 1999
- Шампион Серия А – 2000

 Англия
- ФА Летен турнир – 2004